# Kaufkraftabschöpfung
Der Begriff Kaufkraftabschöpfung wird sowohl im volkswirtschaftlichen als auch im betriebswirtschaftlichen Kontext verwendet. Im volkswirtschaftlichen Sinne zielt die Kaufkraftabschöpfung auf die Nichtrealisierung einer Nachfrage ab.
Zweckmäßig ist es, die freie Geldmenge zu reduzieren und so die nachfragewirksame Kaufkraft zu mindern. Die Reduktion des ursächlichen Bedürfnisses, auf dem die Nachfrage fußt, ist nicht kurzfristig realisierbar. Um dies zu erreichen, wären langfristig wirksame Maßnahmen wie die Setzung lenkender Anreize erforderlich.
Im Rahmen von Offenmarktgeschäften ist es den Notenbanken möglich, auf dem Kapitalmarkt vorhandene Kaufkraft zu mindern. Die Abschöpfung ist somit ein wichtiges Instrument der Ordnungspolitik sowohl des Monetarismus als auch des Keynesianismus.
Betriebswirtschaftlich ist es das Ziel der Kaufkraftabschöpfung, einen möglichst hohen Anteil der vorhandenen Kaufkraft des Teilmarkts, auf dem das Unternehmen agiert, auf dem Angebot der eigenen Unternehmung zu vereinen. Dies führt im optimalen Fall zur Steigerung des Marktanteils.